# Lista de álbuns número um em 2011 (Portugal)
A lista os álbuns número um em Portugal no ano de 2011 é composta por resultados compilados pela Associação Fonográfica Portuguesa. A tabela musical classifica o desempenho de discos no país. Os resultados finais são transmitidos através do programa Top + do canal televisivo RTP 1.

## Histórico
| Data            | Álbum                    | Artista(s)      | Referência |
| --------------- | ------------------------ | --------------- | ---------- |
| 2 de Janeiro    | O Mesmo de Sempre        | Tony Carreira   | [ 2 ]      |
| 9 de Janeiro    | O Mesmo de Sempre        | Tony Carreira   | [ 3 ]      |
| 16 de Janeiro   | O Mesmo de Sempre        | Tony Carreira   | [ 4 ]      |
| 23 de Janeiro   | Live on Ten Legs         | Pearl Jam       | [ 5 ]      |
| 30 de Janeiro   | Aurea                    | Aurea           | [ 6 ]      |
| 6 de Fevereiro  | Aurea                    | Aurea           | [ 7 ]      |
| 13 de Fevereiro | Aurea                    | Aurea           | [ 8 ]      |
| 20 de Fevereiro | Aurea                    | Aurea           | [ 9 ]      |
| 27 de Fevereiro | Aurea                    | Aurea           | [ 10 ]     |
| 6 de Março      | Aurea                    | Aurea           | [ 11 ]     |
| 13 de Março     | Aurea                    | Aurea           | [ 12 ]     |
| 20 de Março     | Aurea                    | Aurea           | [ 13 ]     |
| 27 de Março     | Explode                  | The Gift        | [ 14 ]     |
| 3 de Abril      | Explode                  | The Gift        | [ 15 ]     |
| 10 de Abril     | Aurea                    | Aurea           | [ 16 ]     |
| 17 de Abril     | Aurea                    | Aurea           | [ 17 ]     |
| 24 de Abril     | Aurea                    | Aurea           | [ 18 ]     |
| 1 de Maio       | Para, Escuta e Olha      | André Sardet    | [ 19 ]     |
| 8 de Maio       | Cai o Carmo e a Trindade | Amor Electro    | [ 20 ]     |
| 15 de Maio      | Cai o Carmo e a Trindade | Amor Electro    | [ 21 ]     |
| 22 de Maio      | Cai o Carmo e a Trindade | Amor Electro    | [ 22 ]     |
| 29 de Maio      | Born This Way            | Lady Gaga       | [ 23 ]     |
| 5 de Junho      | Ukulele Songs            | Eddie Vedder    | [ 24 ]     |
| 12 de Junho     | Cai o Carmo e a Trindade | Amor Electro    | [ 25 ]     |
| 19 de Junho     | Cai o Carmo e a Trindade | Amor Electro    | [ 26 ]     |
| 26 de Junho     | Cai o Carmo e a Trindade | Amor Electro    | [ 27 ]     |
| 3 de Julho      | Cai o Carmo e a Trindade | Amor Electro    | [ 28 ]     |
| 10 de Julho     | Angélico                 | Angélico Vieira | [ 29 ]     |